# Anopheles epiroticus
Anopheles epiroticus este o specie de țânțari din genul Anopheles, descrisă de Edward Francis Linton și Ralph E. Harbach în anul 2005.
Este endemică în Vietnam. Conform Catalogue of Life specia Anopheles epiroticus nu are subspecii cunoscute.